# John Klemmer
John Klemmer (* 3. Juli 1946 in Chicago, Illinois) ist ein US-amerikanischer Jazz- und Fusionsaxophonist.

## Leben und Wirken
Klemmer lernte zunächst Gitarre, seit dem 11. Lebensjahr dann Alt- und Tenorsaxophon. Seine Ausbildung am Interlochen Music Camp ergänzte er durch Privatunterricht bei Joe Daly und durch „Clinics“ bei Stan Kenton. Zunächst spielte er in Studentenbands und Tanzorchestern. 1967 legte er sein Debütalbum „Involvement“ vor, dem eine ganze Reihe von Rockmusik beeinflusster und daher gut verkaufter Platten folgte. Bekannt wurde er aber zunächst im Orchestra von Don Ellis, in dem er zwischen 1968 und 1970 spielte, auch auf europäischen Festivals auftrat und mit dem er drei Platten aufnahm. In der gleichen Zeit war er Mitglied der Big Band von Oliver Nelson. Anschließend spielte er mit der eigenen Fusion-Band, zu der zunächst Tom Canning gehörte und mit der er auch auf dem Montreux Jazz Festival 1973 auftrat. Er arbeitete aber auch mit Alice Coltrane und den Crusaders zusammen, sowie mit Steely Dan, John Lee Hooker, Roy Haynes, Tim Buckley oder Nancy Wilson.
Klemmer hat bereits frühzeitig sein Saxophon elektrisch verstärkt und über elektronische Effektgeräte wie Wahwah, Echoplex oder auch einen Ringmodulator gespielt. Klemmer schreibt die meisten Stücke für seine Alben selber und ist auch als Arrangeur und Komponist für die Plattenindustrie, Film und Fernsehen tätig.
Klemmers Song „Free Soul“ (1969) war in der Breakbeat-Kompilation Strictly Breaks enthalten und wurde auch von Akinyele, Circle of Power, Ed OG, Kurious und MC Lyte gesampelt. Auch die Beastie Boys, Abstract Rude oder Black Moon haben seine Musik in eigene Titel eingebaut.

## Auswahldiskographie
And we were lovers (1968)
All the children cried (1969)
- Blowin' Gold (Chess,  1969)
- Eruption (Cadet Concept,  1970)
- Constant Throb (Impulse!,  1971)
- Intensity (Impulse!, 1973)
- Touch (MCA,  1975)
- Barefoot Ballet (MCA,  1976)
- Arabesque (MCA,  1977)
- Living And Loving (ABC Records, 1977)
- Brazilia (MCA,  1979)
- Magnificent Madness (1980)
- Hush (Elektra/Asylum,  1981)
- Finesse (Elektra, 1983)
- The Very Best of John Klemmer (GRP/Universal Records)